# Karel Veselý
Karel Veselý (* 13. prosince 1976 Znojmo) je hudební publicista a spisovatel.

## Život
Absolvoval Gymnázium Dr. Karla Polesného ve Znojmě a Filozofickou fakultu Masarykovy Univerzity v Brně, obory anglistika a filozofie. Pracoval jako učitel nebo překladatel, od roku 2008 se živí jako publicista na volné noze. Spolupracuje s ČRo Radio Wave, je členem redakce časopisu Full Moon, píše pro A2, Salon Práva nebo portály Alarm a Aktualne.cz.
Je členem rady hudební ceny Vinyla.

## Dílo

### Knihy
Je autorem či spoluautorem následujících publikací.
- Hudba ohně aneb Radikální černá hudba od jazzu po hip hop a dál (2010, BiggBoss) - kniha mapující dějiny afroamerické hudby.
- Kmeny[1] (2011, BiggBoss) jako editor a člen autorského týmu.
- BombaFunk (2017, BiggBoss) - mystifikační román z konce normalizace o síle hudby. Obdržel nominaci na studentskou cenu Česká kniha roku, Nejkrásnější kniha roku a čestné uznání v Ceně Miroslava Švandrlíka za nejlepší humoristický román roku.
- Planeta Nippon (2017, Crew) - společně s Anna Křivánková a Antonín Tesař. Kniha o dějinách japonské poválečné popkultury. Kniha obdržela nominaci na cenu Magnesia Litera v kategorii publicistika.
- Všechny kočky jsou šedé (2020, Paseka) - společně s Milošem Hrochem. Paralelní dějiny populární hudby posledních čtyřiceti let, v níž žánry ustoupily emocím.
- Kov (2022, Listen) - dystopický román o black metalu.
- Hudba srdce (2024, Paseka) - historie popových lovesongů od padesátých let do současnosti.

Karel Veselý se dále podílel na publikacích Dotknout se světa / To touch the world (FHS, 2013), Made in Japan: Eseje o současné japonské popkultuře (2014, Labyrint), Kmeny 90 (2016, BiggBoss), Fordlandia (2016, Studio Swine) a Křičím: „To jsem já.“ (2017, PageFive).

### TV a audio pořady
Na přelomu let 2018 a 2019 měl premiéru jeho podcastová série Černé slunce (pro Institut úzkosti) zabývající se úzkostí a depresemi v současném popu. Jednotlivé kapitoly zkoumají historii mužských a ženských emocí v žánrech jako rock, rap nebo post-punk, nárůst smutku v současném popovém mainstreamu nebo reakci popkultury na finanční krizi roku 2008. Ze série vznikla kniha Všechny kočky jsou šedé.
V prosinci 2021 měla na iVysílání České televize premiéru dokumentární série Šimona Šafránka RapStory mapující historii české rapové scény. Karel Veselý spolupracoval na jejím scénáři. V lednu tamtéž navázal svým pětidílným dokumentárním pořadem Lekce rapu, kterým prováděl a k němuž napsal scénář.
V lednu 2022 začal vydávat podcast Rapspot o současnosti, minulosti a budoucnosti českého rapu. Podcast s ním tvoří Lubomír Dítě.